# Kirby (spelserie)
Kirby, känt i Japan som Hoshi no Kirby (japanska: 星のカービィ Hepburn: Hoshi no Kābī?, bokstavligen "Kirby av stjärnorna"), är datorspelsserie utgiven av Nintendo, skapad av Masahiro Sakurai för utvecklarstudion HAL Laboratory. Serien består i första hand av plattformsspel, men flera olika spinoffs har även släppts. Det första spelet i serien, utgivet 1992 till Game Boy, var Sakurais första spel och var tänkt som ett nybörjarspel som alla kunde spela. Spelet blev en försäljningssuccé både i Japan och övriga världen med fem miljoner sålda exemplar och följdes sedan upp av spel till både stationära och bärbara konsoler.
Serien handlar om den runda, rosa figuren Kirby som bor i landet Dream Land på den fiktiva planeten Pop Star. För att bekämpa spelens antagonister använder han sig av sin förmåga att inhalera fiender och sedan kopiera deras attackförmågor. Kirby kan även sväva under obegränsad tid i luften genom att andas in luft och hålla andan.

## Titlar
Det första spelet i Kirby-serien var Kirby's Dream Land som släpptes 27 april 1992 i Japan med titeln Hoshi no Kirby, och sedan i Nordamerika och Europa i juni samma år. Sammanlagt har 22 fullständiga spel i dagsläget givits ut, inkluderat remaker och samlingsspel, varav de flesta har lokaliserats till hela världen. Nio spel har släppts i huvudserien av plattformsspel, som utgörs av de spel vars japanska titlar inleds med "Hoshi no Kirby" samt att Kirby kan använda sin kopieringsförmåga.

### Plattformsspel
Kirby's Dream Land släpptes till Game Boy 1992 och introducerade protagonisten Kirby. Det var ett kort spel med bara fyra vanliga banor och en bossbana som satte grunden för seriens upplägg. Kirby's Dream Land följdes upp av Kirby's Adventure till Nintendo Entertainment System (NES), som släpptes 1993 som ett av de sista spelen till konsolen. Även en uppföljare till Game Boy släpptes 1995: Kirby's Dream Land 2, som bland annat introducerade den återkommande antagonisten Dark Matter till serien.
Super Nintendo Entertainment System (SNES) blev också plattformen för två Kirby-plattformsspel. Kirby's Fun Pak gavs ut 1996 och erbjöd till skillnad från övriga titlar olika mindre underspel med separata handlingar och scenarion. Kirby's Dream Land 3 släpptes 1997 i Nordamerika som Nintendos sista spel till konsolen och 1998 i Japan, och är hittills det enda plattformsspelet i serien att inte ursprungligen släppas i Europa. 2000 släpptes Kirby 64: The Crystal Shards till Nintendo 64, det första Kirby-spelet med 3D-grafik – dock fortfarande endast spelbart på ett 2D-plan.
Game Boy Advance såg utgivningen av ett originalspel, i form av Kirby & the Amazing Mirror som primärt utvecklades av Capcomstudion Flagship och släpptes 2004. Serien flyttade sedan över till Nintendos efterföljande bärbara konsol Nintendo DS, till vilken totalt tre originalspel gavs ut, det största antalet till en enskild konsol. HAL Laboratory återkom med 2005 års Kirby: Power Paintbrush, som erbjöd ett styrsystem helt bestående av pekkontroller. 2006 släpptes ytterligare ett spel utvecklat av Flagship – Kirby: Mouse Attack, som vände tillbaka till det mer traditionella spelupplägget för Kirby-serien.
2010 släpptes Kirby's Epic Yarn till Wii, det första plattformsspelet i Kirby-serien till en stationär konsol sedan Kirby 64: The Crystal Shards. Även detta spel utvecklades huvudsakligen av en annan studio än HAL Laboratory, denna gång av Good-Feel. Det följdes upp av två spel av HAL Laboratory, båda utgivna 2011: först Kirby Mass Attack till Nintendo DS och sedan Kirby's Adventure Wii till Wii.

#### Remaker
2002 släpptes Kirby: Nightmare in Dream Land till Game Boy Advance, den första fullskaliga remaken av ett Kirby-spel. Kirby's Dream Land hade dock ännu tidigare fått en remake i form av underspelet Spring Breeze i Kirby's Fun Pak. Kirby: Nightmare in Dream Land återberättade händelserna i Kirby's Adventure med förbättrad grafik och ljud. Spelet följdes upp av 2008 års Kirby Super Star Ultra, som på liknande sätt uppgraderade Kirby's Fun Pak med bland annat fler underspel tillgängliga. Kirby's Adventure såg dessutom en nyutgivning till Nintendo 3DS när det som en del i Nintendos 3D Classics-serie nedladdningsbart släpptes med uppdaterad grafik i 3D.

### Andra genrer
Utöver de huvudsakliga plattformsspelen i Kirby-serien har flera olika spinoffs släppts, många till Game Boy och SNES. Kirby's Pinball Land släpptes 1993 till Game Boy, och är ett flipperspel där Kirby agerar kula. Det första SNES-spelet i Kirby-serien var Kirby's Dream Course, ett golfspel utgivet 1994 där Kirby återigen fungerade som boll. Nästa uppföljare var 1995 års Kirby's Ghost Trap, en västlig lokalisering av pusselspelet Puyo Puyo och det enda Kirby-spelet som inte har släppts i Japan. Sedan följde två till spel till Game Boy: Breakout-klonen Kirby's Block Ball (1995) samt det originella pusselspelet Kirby's Star Stacker (1997). Det rörelsekänsliga spelet Kirby Tilt 'n' Tumble gavs ut 2000 i Japan och 2001 i Nordamerika till Game Boy Color, men liksom Kirby's Dream Land 3 inte alls i Europa. Det senaste spinoff-Kirby-spelet var Kirby Air Ride, ett racingspel släppt till Nintendo Gamecube 2003.